# Sheryl Lee

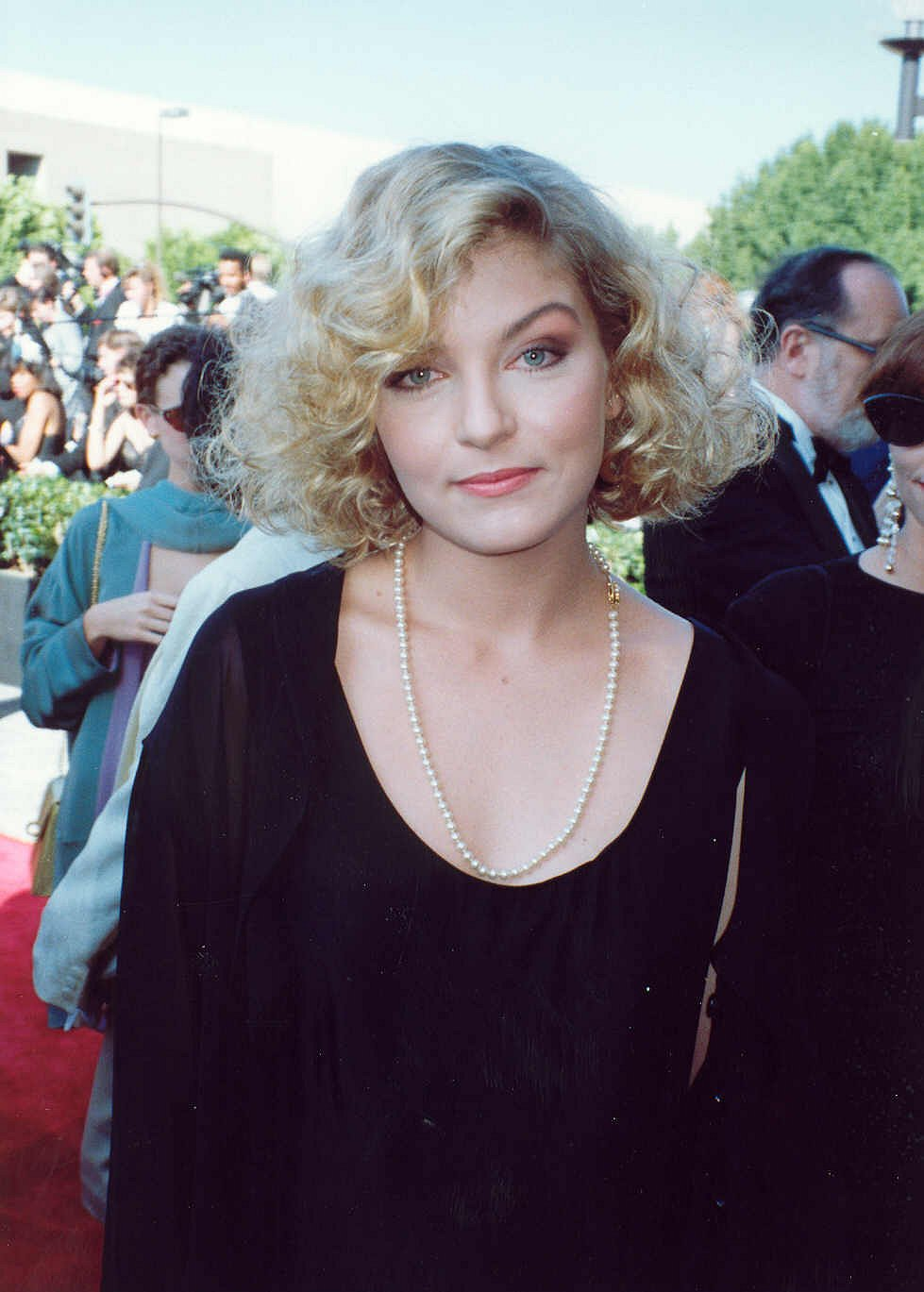
Sheryl Lee (1990)

Sheryl Lee (Augsburg, 22 april 1967) is een Amerikaans actrice. Haar debuut maakte ze in de televisieserie Twin Peaks, als de dode scholiere Laura Palmer en haar identieke nichtje Maddy Ferguson.

## Biografie
Lee is geboren in Duitsland, maar groeide op in het stadje Boulder in de Amerikaanse staat Colorado. Oorspronkelijk wilde ze danseres worden, maar vanwege een knieblessure koos ze voor een theatercarrière. Op zoek naar werk in Seattle werd ze gevraagd de dode Laura Palmer te spelen in de pilot van Twin Peaks. Onder de indruk van een korte flashbackscène die Lee voorspeelde, besloot regisseur David Lynch haar een grotere rol te geven in de cultserie. Ze verscheen vanaf de derde aflevering als Maddy Ferguson, het nichtje van Laura Palmer, en was tevens geregeld in dromen en flashbacks te zien als Palmer.
Ook in de prequelfilm Twin Peaks: Fire Walk With Me was ze te zien als Laura Palmer. In Wild at Heart, een film van Lynch uit 1990, speelde ze de goede fee. Na Twin Peaks verscheen Lee in een aantal films — zoals Vampires uit 1998 en Hitched uit 2001 — en televisieseries. In de series L.A. Doctors en One Tree Hill speelde ze 22 afleveringen en negen afleveringen. In Dr. Quinn, Medicine Woman had ze een gastrol in een aflevering in seizoen 2. Ze was aanvankelijk gevraagd voor de rol van Mary-Alice Young in de serie Desperate Housewives maar de producers kozen na een (nooit uitgezonden) pilot voor een andere actrice.

## Persoonlijk
Sheryl Lee is getrouwd met Jesse Diamond. Haar schoonvader is zanger Neil Diamond. Ze heeft een zoon, Elijah.